# Seymour Skinner
Seymour Skinner (nato Armin Tamzarian) è un personaggio della serie animata I Simpson.
È il preside della scuola elementare di Springfield, frequentata da Bart e Lisa Simpson. Il cognome Skinner è un classico nella figura del preside americano. Tale nome è ispirato a Leonard Skinner, insegnante di liceo dei musicisti Gary Rossington e Bob Burns, componenti della band Lynyrd Skynyrd che aveva reso più restrittive le regole della scuola, impedendo ai ragazzi di portare capelli lunghi. La storpiatura del nome di questo insegnante divenne infatti il nome della band Lynyrd Skynyrd. In originale viene doppiato da Harry Shearer, mentre in italiano da Stefano Mondini.

## Il personaggio

### Biografia
Sebbene Skinner ami mantenere l'immagine di un rigoroso educatore, è spesso volitivo e nervoso e ha una dipendenza molto tossica e malsana da sua madre Agnes Skinner, che vive ancora con lui e che lo tormenta costantemente. A causa di ciò, Skinner prova spesso rancore nei suoi confronti. I due sono soliti avere liti furibonde a causa di un cuscino gonfiabile da bagno. Nel primo episodio della settima stagione, Casa dolce casettina-uccia-ina-ina, Agnes teme che la contea possa portarle via il figlio per l'ennesimo litigio dovuto al cuscino, e nel ventunesimo episodio della quinta stagione, Il braccio violento della legge a Springfield, Marge, al momento in forza alla polizia della città, viene chiamata per sedare una violenta discussione in casa Skinner, sempre a causa di suddetto cuscino (che la madre del direttore ha squarciato con un coltello).
Pur provando sincera preoccupazione per la qualità dell'istruzione dei suoi studenti, la maggior parte delle azioni di Skinner ruotano attorno alla garanzia che la scuola abbia finanziamenti adeguati. I suoi costanti, disperati e solitamente inefficaci tentativi di mantenere la disciplina sono uno sforzo per ricevere buone recensioni nelle frequenti ispezioni del suo severo capo, il sovrintendente Chalmers, che non fa alcuno sforzo per nascondere la sua disapprovazione per Skinner. Queste ispezioni di solito vanno male a causa degli elaborati scherzi di Bart Simpson, che mettono in discussione l'autorità di Skinner. Nel corso degli anni però, Skinner ha sviluppato un rapporto di amore-odio con Bart; quando Skinner è stato licenziato e sostituito da Ned Flanders, Bart ha trovato i suoi scherzi meno significativi, a causa dell'approccio lassista alla disciplina di Flanders, mentre Skinner provava nostalgia per le sue continue battaglie con Bart. I due hanno legato durante questo periodo e Bart ha fatto uno sforzo per far reintegrare Skinner nella scuola. Inoltre insieme a Homer, Apu, e il commissario Winchester (poi sostituito da Barney) fece parte del quartetto vocale noto come I Re Acuti.
Uno dei tratti distintivi di Skinner è che ha servito come sergente dei Berretti Verdi durante la guerra del Vietnam, dove è stato catturato dai Viet Cong e ha trascorso tre anni come prigioniero di guerra. Vedere il suo intero plotone divorato da un elefante è stata una delle tante cose che hanno portato allo sviluppo del suo disturbo da stress post-traumatico. È anche piuttosto amareggiato per il trattamento che lui e altri veterani del Vietnam hanno ricevuto al ritorno dalla guerra. Skinner è un combattente altamente qualificato, particolarmente abile nel corpo a corpo, e dimostra le sue abilità in diversi episodi. Skinner sembra spesso volitivo e facilmente represso, ma spesso utilizza la sua esperienza di comando militare acquisita nella guerra del Vietnam per ottenere vero rispetto e disciplina. Quando lui e gli studenti rimangono intrappolati dalla neve a scuola, li tratta come la sua squadra per controllare temporaneamente il caos, prima che si ammutino.
Nelle prime puntate, era perdutamente innamorato di Edna Caprapall, maestra di Bart, tuttavia non voleva saperne di sposarsi con lei (nonostante in una puntata ci vada molto vicino). Nella puntata dove si scatena la loro attrazione, si rendono conto di non poter palesare il loro amore per evitare un conflitto d'interesse nella scuola. Tuttavia, scoperti, per dimostrare la purezza del sentimento, Skinner confessa di essere ancora "verginello" all'età di 44 anni. Tuttavia alla fine della puntata tale affermazione sembra venire smentita quando Skinner e la Caprapall si chiudono nello sgabuzzino mentre si baciano. Dopo molto tempo Skinner chiede a Edna di sposarlo, e lei accetta la proposta, ma il giorno del matrimonio Edna lo lascia sull'altare capendo che Skinner non sarà mai pronto a concedersi completamente a lei. Nonostante tutto, l'uomo continua a perseverare in un loro possibile ritorno di fiamma, anche se alla fine Edna sposa Ned Flanders, per poi morire poco dopo. In precedenza Skinner aveva avuto un breve flirt con Patty Bouvier, con quest'ultima che tuttavia aveva dovuto rifiutare il suo amore, seppur ricambiato, per via del forte legame con la sorella gemella.
Una gag ricorrente della serie è che Skinner si intromette sempre nelle conversazioni, infatti, quando le persone discutono, lui passa in maniera disinvolta pronunciando una frase inerente al discorso per poi andarsene subito dopo.

### Il direttore e il povero
Nel controverso episodio Il direttore e il povero (4F23), contrariamente a quanto narrato in precedenza, si scopre che in realtà il Seymour Skinner che si conosce nella serie è un impostore di nome Armin Tamzarian, che durante la guerra del Vietnam prese i documenti del vero Seymour Skinner, presunto morto in battaglia. Spinto dal dovere, tornò a Springfield per comunicare alla madre la terribile notizia, ma non ce la fece a deluderla e si spacciò egli stesso per il figlio; nella puntata fa la sua apparizione il vero Seymour Skinner intenzionato a riprendere il suo posto, ma, dopo una specie di processo, la cittadinanza e la madre di Skinner decidono di tenersi l'impostore, rifiutando il vero Seymour, troppo deciso rispetto al vecchio. La puntata fu accolta negativamente da critici e fan, così come dal creatore della serie Matt Groening e dal doppiatore di Skinner Harry Shearer. I futuri episodi della serie hanno completamente ignorato o smentito tali avvenimenti. Ad esempio, nella puntata "Un incontro con il curling" viene mostrato chiaramente che lo Skinner della serie è il vero figlio biologico di Agnes, e nell'episodio "Nonno, mi senti?" lo si vede da adolescente vivere già con Agnes prima di andare al college.